# Damousies
Damousies és un municipi francès, situat a la regió dels Alts de França, al departament del Nord. L'any 2006 tenia 220 habitants. Limita amb els municipis d'Obrechies, Wattignies-la-Victoire, Ferrière-la-Petite, Choisies, Dimechaux, Dimont i Ferrière-la-Grande.

## Demografia
| 1962                                       | 1968 | 1975 | 1982 | 1990 | 1999 |
| ------------------------------------------ | ---- | ---- | ---- | ---- | ---- |
| 234                                        | 268  | 263  | 253  | 252  | 236  |
| Des de 1962: població sense dobles comptes |      |      |      |      |      |

## Administració
| Període   | Identitat     | Partit |
| --------- | ------------- | ------ |
| 2001-2008 | Elian Sebille |        |
| 2008-     | Bertrand Soil |        |